# Stratos (telecombedrijf)
Het voormalige Xantic B.V., thans onderdeel van Stratos Global Corporation, houdt zich bezig met het exploiteren van telecommunicatieinrichtingen en -systemen en het leveren van diensten op het gebied van telecommunicatie en telematica. De aandelen van Xantic B.V. waren tot voor kort voor 65 procent in handen van KPN Satcom B.V. (een dochteronderneming van Koninklijke KPN N.V.) en voor 35 procent in handen van de Australische maatschappij Telstra Corporation Limited. Fiscaaltechnisch mocht KPN Xantic voor 100 procent in de boeken meenemen. Sinds 2003 stonden de bedrijfsresultaten onder druk. Met een reorganisatie in 2003 hoopte Xantic marktleider te blijven.
Op 14 februari 2006 werd Xantic overgenomen door het Amerikaanse bedrijf Stratos Global Corporation. Op deze manier werd de grootste wereldprovider gevormd van satellietcommunicatie.  

## Relatie met Defensie
Met de aankoop in 2005 van een deel van het Xantic-grondstation (It Grutte Ear) in Burum hoopte het Ministerie van Defensie op minder procedurele problemen dan in Zoutkamp, omdat het bestemmingsplan aldaar is toegesneden op de bestaande schotels. Het grondstation werd in 1971 gebouwd door de toenmalige PTT. 
De hardnekkige pogingen van Defensie om een terrein te vinden in de buurt van het Xantic grondstation kunnen erop wijzen dat de Nationale Sigint Organisatie NSO met haar installatie de downlink van de Xantic verbindingen wil afluisteren: de signalen van satellieten aan Xantic worden dan ook door de NSO opgevangen. De schotels in Zoutkamp staan ook slechts op 10 km afstand van Burum. Eerder heeft het kabinet de Tweede Kamer uitgebreid voorgelicht over deze mogelijkheid. In de notitie 'Grootschalig afluisteren van moderne telecommunicatiesystemen' van januari 2001 (Kamerstuk 2000-2001, 27591, nr. 1, Tweede Kamer) schrijft het kabinet: "Om deze reden hebben vrijwel alle grote telecommunicatiebedrijven (PTT's) eigen satellietgrondstations waarmee men de internationale verbindingen exploiteert. Over deze verbindingen worden per dag een zeer groot aantal telefoongesprekken, faxberichten, dataverkeer en ook in toenemende mate Internetverkeer verzonden. In Nederland is in Burum een satellietgrondstation van KPN-telecom operationeel. Dit satellietgrondstation wordt aangeduid als 'Station 12'. De grondstations van deze telecommunicatiebedrijven staan opgesteld binnen de footprint van de telecommunicatiesatelliet waarvan men de radiostraling wil ontvangen. Als een derde partij, bijvoorbeeld een gespecialiseerde inlichtingendienst van een overheid, een eigen satelliet-grondstation in de 'footprint' opstelt, is ook deze partij in staat om de radiostraling, die oorspronkelijk alleen voor PTT’s was bedoeld, te ontvangen."